# Fondation Madeleine Nikomba
La Fondation Madeleine Nikomba "MANIK-F", est une fondation congolaise d'utilité publique, créée le 15 avril 2019 par la sénatrice congolaise Madeleine Nikomba Sabangu.

## Description

### Fondatrice
Madeleine Nikomba Sabangu, avocate, femme politique congolaise, est élue sénatrice pour le compte de la province de la Tshopo en République démocratique du Congo depuis mars 2019, et gouverneure de la province de la Tshopo depuis août 2022.  

### Mission
La Fondation MANIK a pour mission de contribuer à l'émergence des habitants de la province de la Tshopo en particulier et celle de la République démocratique du Congo en général.

### Objectifs
Dans le souci de participer à l’émergence de la dignité humaine et promouvoir l'excellence au sein de la population congolaise, la Fondation MANIK poursuit des objectifs ci-après, :
- promouvoir un modèle de développement socio-économique ;
- garantir l'accès aux soins de santé ;
- lutter contre la pauvreté sous toutes ses formes ;
- promouvoir et défendre les droits des femmes ;
- promouvoir le leadership féminin ;
- promouvoir et défendre les droits de l'homme en initiant les activités de création de sources de revenus par la conception et la mise en œuvre des projets de développement ;
- promouvoir l'entrepreneuriat chez les jeunes.

### Domaines d'intervention
La fondation œuvre dans les domaines socio-économique, genre, juridique, éducation et sanitaire.

## Activités et actions

### Campagne de consultation des maladies chirurgicales pédiatriques
En collaboration avec Sunshine Foundation et les médecins espagnols, la Fondation MANIK a procédé à une campagne de consultation des Maladies chirurgicales pédiatriques qui ont abouti à des interventions chirurgicales et prise en charge gratuite de 80 personnes. Par la même occasion, elle a facilité le déplacement et la prise en charge en Espagne pendant une durée de sept mois, un enfant souffrant de la tumeur de Burkitt.

### Bourses d’Études
La Fondation a offert plusieurs bourses d'études supérieures aux filles et fils de la Tshopo qui étudient à l'Université de Kisangani, de Kinshasa et à l'étranger.

### Sensibilisation à la Covid-19
En avril 2021, la Fondation MANIK a sensibilisé les étudiants domaines confondus de l'Université de Kisangani en conférence débat sur les aspects "cliniques" et "biologiques" de la Covid-19.

### Centre Hospitalier Shoukrani
En août 2020, la Fondation MANIK a créée un Centre Hospitalier implanté dans la ville de Kisangani d'une capacité de plus de  quarante lits avec comme service Pédiatrie, Médecine interne, gynéco-obstétrique, Chirurgie, laboratoire de Biologie médicale et imagerie. Le centre de santé assure aussi une assistance aux drépanocytaires.